# Adelaide Hills
Adelaide Hills ist eine Bergkette bei Adelaide, im australischen Bundesstaat South Australia. Die Adelaide Hills sind Teil des Gebirges Mount Lofty Ranges. Der höchste Berg der Adelaide Hills ist der 727 Meter hohe Mount Lofty. In den Hills liegen auch Lobethal, Hahndorf und Waterfall Gully. Größte Stadt mit rund 17.000 Einwohnern ist Mount Barker, das rund 33 Kilometer südöstlich von Adelaide liegt. Zum Gebiet der Adelaide Hills zählen die lokalen Verwaltungsgebiete (LGA) Mount Barker Council und Adelaide Hills Council, die beide rund 72.000 Einwohner umfassen. 
Die Region ist eine beliebte Ausflugsgegend mit vielen touristischen Attraktionen. Oberhalb etwa 300 Meter befindet sich eine weitläufige Weinanbauregion, die zu den ältesten Australiens zählt. Der erste Wein wurde 1843 in dieser Region angebaut.